# العلاقات التشيكية الدنماركية
العلاقات التشيكية الدنماركية هي العلاقات الثنائية التي تجمع بين التشيك والدنمارك.

## مقارنة بين البلدين
هذه مقارنة عامة ومرجعية للدولتين:
| وجه المقارنة                                              | التشيك                                                                            | الدنمارك                                                     |
| --------------------------------------------------------- | --------------------------------------------------------------------------------- | ------------------------------------------------------------ |
| المساحة (كم2)                                             | 78.87 ألف                                                                         | 42.92 ألف                                                    |
| عدد السكان (نسمة)                                         | 10.52 مليون                                                                       | 5.79 مليون                                                   |
| الكثافة السكانية (ن./كم²)                                 | 133.38                                                                            | 134.9                                                        |
| العاصمة                                                   | براغ                                                                              | كوبنهاغن                                                     |
| اللغة الرسمية                                             | اللغة التشيكية                                                                    | اللغة الدنماركية                                             |
| العملة                                                    | كرونة تشيكية، كرونة تشيكوسلوفاكية                                                 | كرونة دنماركية                                               |
| الناتج المحلي الإجمالي (بليون دولار)                      | 215.73 مليار                                                                      | 324.87 مليار                                                 |
| الناتج المحلي الإجمالي (تعادل القوة الشرائية) بليون دولار | 356.15 مليار                                                                      | 278.61 مليار                                                 |
| الناتج المحلي الإجمالي الاسمي للفرد دولار أمريكي          | 17.55 ألف                                                                         | 51.99 ألف                                                    |
| الناتج المحلي الإجمالي للفرد دولار أمريكي                 | 31.19 ألف                                                                         | 45.54 ألف                                                    |
| مؤشر التنمية البشرية                                      | 0.878                                                                             | 0.900                                                        |
| رمز المكالمات الدولي                                      | +420                                                                              | +45                                                          |
| رمز الإنترنت                                              | .cz                                                                               | .dk                                                          |
| المنطقة الزمنية                                           | ت ع م+01:00، ت ع م+02:00، توقيت وسط أوروبا، توقيت وسط أوروبا الصيفي، أوروبا/براغ ‏ | توقيت وسط أوروبا، ت ع م+02:00، ت ع م+01:00، أوروبا/كوبنهاجن ‏ |

## مدن متوأمة
في ما يلي قائمة باتفاقيات التوأمة بين مدن تشيكية ودنماركية:
- ترتبط Kralupy nad Vltavou [الإنجليزية]‏ مع Ikast [الإنجليزية]‏ باتفاقية توأمة.
- ترتبط براغ مع كوبنهاغن باتفاقية توأمة منذ 1967.
- ترتبط سوشيتسا مع هولستيبرو باتفاقية توأمة.
- ترتبط برنو مع أودنسه باتفاقية توأمة منذ 1973.
- ترتبط ريتشاني مع Albertslund [الإنجليزية]‏ باتفاقية توأمة.

## منظمات دولية مشتركة
يشترك البلدان في عضوية مجموعة من المنظمات الدولية، منها:
| علم المنظمة | اسم المنظمة                               | تاريخ انضمام التشيك | تاريخ انضمام الدنمارك |
| ----------- | ----------------------------------------- | ------------------- | --------------------- |
|             | المنظمة الأوروبية لسلامة الملاحة الجوية   | 1996                | 1994                  |
|             | المرصد الأوروبي الجنوبي                   | 2007                | 1967                  |
|             | منظمة الشرطة الجنائية الدولية             | ?                   | ?                     |
|             | الاتحاد البريدي العالمي                   | ?                   | ?                     |
|             | مركز تنسيق الحركة في أوروبا ‏              | ?                   | ?                     |
|             | حلف شمال الأطلسي                          | 12 مارس 1999        | 4 أبريل 1949          |
|             | منظمة التجارة العالمية                    | ?                   | 1995                  |
|             | منظمة التعاون الاقتصادي والتنمية          | ?                   | ?                     |
|             | الفريق المعني برصد الأرض                  | ?                   | ?                     |
|             | مجموعة الموردين النوويين                  | ?                   | ?                     |
|             | مؤسسة التنمية الدولية                     | 1993                | 30 نوفمبر 1960        |
|             | اتفاقية السماوات المفتوحة                 | ?                   | ?                     |
|             | منظمة الأمن والتعاون في أوروبا            | 1993                | 25 يونيو 1973         |
|             | مؤسسة التمويل الدولية                     | 1993                | 20 يوليو 1956         |
|             | مجلس أوروبا                               | ?                   | ?                     |
|             | منظمة حظر الأسلحة الكيميائية              | ?                   | ?                     |
|             | الأمم المتحدة                             | 19 يناير 1993       | 24 أكتوبر 1945        |
|             | الاتحاد الدولي للاتصالات                  | 1993                | 1866                  |
|             | الاتحاد الأوروبي                          | 1 مايو 2004         | 1973                  |
|             | البنك الدولي للإنشاء والتعمير             | 1993                | 30 نوفمبر 1960        |
|             | مجموعة أستراليا                           | 1994                | 1985                  |
|             | المركز الدولي لتسوية المنازعات الاستشارية | 22 أبريل 1993       | 24 مايو 1968          |
|             | وكالة الفضاء الأوروبية                    | ?                   | ?                     |
|             | وكالة ضمان الاستثمار متعدد الأطراف        | 1993                | 12 أبريل 1988         |
|             | نظام تحكم تكنولوجيا القذائف               | 1998                | 1990                  |
|             | يونسكو                                    | 22 فبراير 1993      | 4 نوفمبر 1946         |

## أعلام
هذه قائمة لبعض الشخصيات التي تربطها علاقات بالبلدين:
- الكسندرا كونتيسة فردريكسبورج (30 يونيو 1964 – )
- فيليكس أمير الدنمارك (22 يوليو 2002 – )
- نيكولاي أمير الدنمارك (28 أغسطس 1999 – )

## وصلات خارجية
- موقع وزارة الخارجية التشيكية
- موقع وزارة الخارجية الدنماركية